# 2015年高知県議会議員選挙
2015年高知県議会議員選挙（2015ねんこうちけんぎかいぎいんせんきょ）は、2015年（平成27年）4月12日に執行された高知県の議決機関である高知県議会の議員を全面改選するための一般選挙である。

## 概要
2011年高知県議会議員選挙で選出された県議会議員の4年の任期満了に伴い、第18回統一地方選挙の一環で行われる選挙である。なお、高知県議会議員選挙は1947年（昭和22年）4月に実施された第1回の選挙からいずれも統一地方選挙の日程で実施されている。定数37に対し59名が立候補。3の選挙区で3名の無投票当選が決まった。

## 基礎データ
- 選挙事由：任期満了
- 告示日：2015年（平成27年）4月4日
- 投票日：2015年（平成27年）4月12日
- 議員定数：37名
- 選挙区：17選挙区（うち3選挙区で無投票）
- 立候補者数：59名（うち3人が無投票当選）
- 選挙制度：1人区（小選挙区）と2〜15人区（大選挙区）の並立制
- 当日有権者数：612,334人
- 立候補者数：59人

| 党派 | 党派       | 計(うち女性) | 現職 | 元職 | 新人 |
| ---- | ---------- | ------------ | ---- | ---- | ---- |
|      | 自由民主党 | 23           | 16   | 0    | 7    |
|      | 日本共産党 | 7(2)         | 5    | 0    | 2    |
|      | 公明党     | 3            | 3    | 0    | 0    |
|      | 民主党     | 1            | 0    | 0    | 1    |
|      | 無所属     | 24(1)        | 5    | 0    | 20   |
| 計   | 計         | 59(3)        | 29   | 0    | 30   |

## 選挙結果
自由民主党は改選前は21議席であったが、現職議員3人が落選するなどによって、4議席減の17議席に留まったため議会の過半数を喪失した。共産党は高知市選挙区で現職議員が落選し、改選前から1議席減の4議席となった。公明党は勢力を維持した。民主党は同党所属議員（大石宗）が第46回衆議院議員総選挙立候補によって失った議席を回復した。
 自由民主党 
 公明党 
 日本共産党 
 民主党 
 無所属 
| 高知市                                   | 久保博道   | 桑名龍吾 | 池脇純一 |
| 高知市                                   | 上田貢太郎 | 三石文隆 | 坂本茂雄 |
| 高知市                                   | 吉良富彦   | 中根佐知 | 黒岩正好 |
| 高知市                                   | 西森雅和   | 塚地佐智 | 前田強   |
| 高知市                                   | 米田稔     | 西内隆純 | 高橋徹   |
| 室戸市・東洋町                           | 弘田兼一   |          |          |
| 安芸市・芸西村                           | 野町雅樹   |          |          |
| 南国市                                   | 田中徹     | 坂本孝幸 |          |
| 土佐市                                   | 中内佳郎   |          |          |
| 須崎市                                   | 西内健     |          |          |
| 宿毛市・大月町・三原村                   | 加藤漠     | 今城誠司 |          |
| 土佐清水市                               | 橋本敏男   |          |          |
| 四万十市                                 | 土森正一   | 石井孝   |          |
| 香南市                                   | 浜田豪太   | 梶原大介 |          |
| 香美市                                   | 依光晃一郎 |          |          |
| 奈半利町・田野町・安田町・北川村・馬路村 | 浜田英宏   |          |          |
| 長岡郡・土佐郡                           | 川井喜久博 |          |          |
| 吾川郡                                   | 横山文人   | 上田周五 |          |
| 中土佐町・梼原町・津野町・四万十町       | 武石利彦   | 明神健夫 | 大野辰哉 |
| 黒潮町                                   | 下村勝幸   |          |          |

### 補欠選挙
| 年                 | 月  | 選挙区               | 当選者   | 当選政党 | 欠員       | 欠員政党 | 欠員事由 |
| ------------------ | --- | -------------------- | -------- | -------- | ---------- | -------- | -------- |
| 2016年（平成28年） | 2月 | 長岡郡・土佐郡選挙区 | 金岡佳時 | 無所属   | 川井喜久博 | 無所属   | 逝去     |